# Amata curtiplaga
Amata curtiplaga är en fjärilsart som beskrevs av Paul Mabille 1890. Amata curtiplaga ingår i släktet Amata och familjen björnspinnare. Inga underarter finns listade i Catalogue of Life.